# Armando Gama
Armando Gama, all'anagrafe Armando António Capelo Diniz da Gama (Luanda, 1º aprile 1954 – Lisbona, 17 gennaio 2022), è stato un cantautore e baritono portoghese.

## Biografia
Rappresentò il Portogallo all'Eurovision Song Contest 1983, gareggiando con il brano Esta balada que te dou.
Fu uno degli allievi del programma Adler Fellowship (1998-99).
È scomparso nel 2022 all'età di 67 anni a seguito di un tumore pancreatico.